# Vladimir Karanik
Vladimir Stepanovitch Karanik (en biélorusse : Уладзімір Сцяпанавіч Каранік, en russe : Владимир Степанович Караник), né le 30 novembre 1973, est un médecin de Biélorussie, principalement connu pour avoir été le ministre de la Santé (ru) du pays entre 2019 et 2020. Il était Président du Comité exécutif régional de Hrodna entre 2020 et 2025.

## Biographie
Vladimir Stepanovitch Karanik est né en 1973 à Hrodna. En 1996, il reçoit son diplôme de l'Institut médical d'État de Hrodna (en), considéré comme le plus prestigieux de Biélorussie.
De 1996 à 2011, il occupe divers postes (médecin stagiaire, doctorant, chercheur au département d'oncopathologie thoracique, chirurgien thoracique en chef) au Centre national scientifique et pratique d'oncologie et de radiologie médicale NN Alexandrov (ex-Institut de recherche en oncologie et en radiologie médicale NN Alexandrov). 
En 2006, il soutient sa thèse de candidat ès sciences médicales sur le thème des « Caractéristiques cliniques et biologiques de diverses variantes du cancer bronchique non à petites cellules ».
Le portail web biélorusse d’information-service, TUT.by (en) le décrit comme étant le principal oncologue de Minsk. 
De 2011 à 2019, il occupe le poste de médecin en chef du centre d'oncologie clinique de la ville de Minsk. Celui-ci est considérablement modernisé durant cette période, puisqu'un nouveau service de radiologie pourvu d'équipements dernier cri voit le jour en 2018.   
Il est nommé ministre de la Santé le 11 juin 2019.
Le 22 août 2020, il est nommé président du Comité exécutif (ru) de la voblast de Hrodna et démissionne de son poste de ministre de la Santé.
Le 19 mars 2021, le président biélorusse Alexandre Loukachenko déclare qu'il considère Vladimir Karanik et le lieutenant-général Iouri Karaïev (en) comme de « solides candidats » pour lui succéder à la tête du pays,. 
Le 3 mars 2025, il est nommé vice-Premier ministre de Biélorussie.

## Critiques
Après ses nominations au poste de ministre de la Santé, puis de président du Comité exécutif (ru) de la voblast de Hrodna, Vladimir Karanik commença à faire l'objet de nombreuses critiques en raison de ses déclarations polémiques et de son soutien total à la ligne politique du président Alexandre Loukachenko. Souvent, sur les forums tels que "Charter 97" ou "Nasha Niva", il fait l'objet de commentaires peu élogieux de la part des utilisateurs, qui vont jusqu'à le comparer à Josef Mengele,. 
Le 29 avril 2020, Anna Kanopatskaïa (ru), ancienne députée du Parti civil uni de Biélorussie à la Chambre des représentants, présente au Bureau du Procureur général une requête pour procéder à un audit et poursuivre le ministre de la Santé Vladimir Karanik. Dans celle-ci, elle indique que Karanik a pris des mesures visant à « maximiser la propagation de l’épidémie de coronavirus sur le territoire de la Biélorussie ». Selon elle, ses actions ont contribué à provoquer de nombreux cas de maladie et de décès liés au SARS-CoV-2. Elle lui reproche notamment d'avoir induit les organisations internationales en erreur en ce qui concerne la prévalence et le taux de létalité du COVID-19 dans le pays, ainsi que d'avoir mal informé les citoyens biélorusses quant à son réel danger. L'ex-députée l'accuse également de ne pas avoir respecté les recommandations de l'OMS, de ne pas avoir fourni aux médecins des équipements de protection individuelle, etc.
Le 26 août 2020, alors qu'il visite l'usine Grodno Azot (ru) (la plus grande de la voblast de Hrodna), il tient des propos polémiques sur Timur M., un adolescent de seize ans qui se trouve dans le coma après avoir été battu par la police anti-émeutes lors des manifestations qui émaillent le pays en 2020, en relativisant sur son état de santé et en le qualifiant de drogué (alors même que l'avocat du jeune homme, Stanislav Abrazeï, une épicrise et un certificat médical affirment le contraire). Ces déclarations provoquent une vague de critiques au sein de la population biélorusse.
Le 9 mai 2021, lors des commémorations du Jour de la Victoire à Hrodna, il déclare en désignant le drapeau de la Biélorussie : « c'est sous ce drapeau que nous avons uni le pays » et « pris Berlin ». Cela lui vaut quelques moqueries car le drapeau de la RSS de Biélorussie (dont est dérivé le drapeau actuel du pays) n'a été adopté qu'en 1951, soit six ans après la prise de Berlin par l'armée rouge. 

### Sanctions internationales
Le 17 décembre 2020, Vladimir Karanik est intégré à la liste noire de l'Union européenne pour la Biélorussie. Le 26 janvier 2021, l'Albanie, l'Islande, le Liechtenstein, la Norvège, la Macédoine du Nord et le Monténégro emboitent le pas à l'UE et l'inscrivent également sur leur liste noire. Le 18 février, c'est au tour du Royaume-Uni de le faire et le 22 mars de la Suisse. 

## Vie privée
Il est marié et père d'un fils et d'une fille.
Il est un amateur de longue date de basket-ball et avait autrefois pour habitude de prendre part, chaque année, à un tournoi nommé d'après l'entraîneur Oleg Koltoniouk à Hrodna, en tant que membre de l'équipe de l'hôpital régional de Hrodna, dont il a été reconnu comme le meilleur joueur. 